# Psalm 79

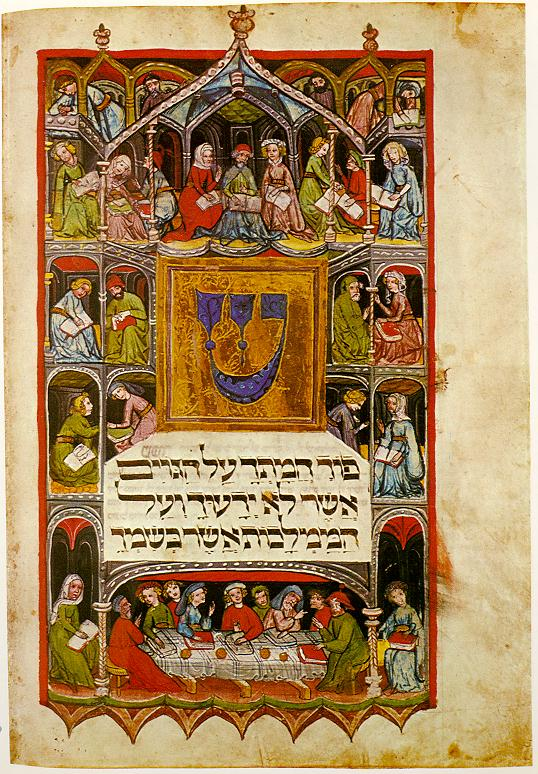
De tekst op deze 14e-eeuwse prent is het 6e vers van psalm 79.

Psalm 79 is een psalm uit de Psalmen in de Hebreeuwse Bijbel. In deze psalm wordt gesproken over de verwoesting van de stad Jeruzalem. De psalm betreurt de verwoesting, maar de laatste verzen bevat lofprijzingen en hoop op God.

## Datering en auteur
Door veel verklaarders wordt aangenomen dat hier bedoeld wordt de wegvoering en ballingschap van het volk Israël in 586 v.Chr. door Nebukadnezar II. De Babyloniërs verwoestten de Tempel van Salomo, en een deel van de bevolking, waaronder vooral de religieuze en politieke vooraanstaanden, werd meegevoerd in Babylonische ballingschap.
Er zijn ook uitleggers die veronderstellen dat deze psalm verwijst naar een verwoesting of inval eerder in de geschiedenis, zoals de verwoesting van het heiligdom in Silo dat toen in puin lag. Daar had de tabernakel gestaan en was verwoest door de Filistijnen. De tabernakel werd in de tijd van de rechters 'heiligdom van de HEER' genoemd (1 Samuel 1:7).
Volgens het opschrift is de psalm geschreven door Asaf. Er leefde een Asaf in de tijd van koning David (2 Kronieken 29:30). In twee psalmen die Asaf noemen als auteur (74 en 79) wordt de verwoesting van de stad Jeruzalem beschreven, die in 586 v.Chr., ruim vier eeuwen na David, plaatsvond. Vrijwel alle uitleggers gaan er daarom van uit dat deze psalmen geschreven zijn na de Babylonische ballingschap en dus niet door de eerder genoemde Asaf. Mogelijke verklaringen zijn dan dat het gaat om psalmen die pseudepigrafisch zijn, in later tijd zijn gemaakt door een onbekende Asaf of dat de psalmen werden opgedragen aan de vermaarde Asaf.

## Jodendom
In het Jodendom is Psalm 79 een veel gezongen en gereciteerde psalm.
- Psalm 79 wordt in sommige Joodse tradities opgezegd tijdens de 17e dag van Tammuz. Dit is de tiende maand van het Joodse jaar. Deze maand valt ongeveer samen met de tweede helft van juni en de eerste helft van juli van de algemene of gregoriaanse kalender.
- Vers 8 en 9 zijn opgenomen in de Tachanun, een joods gebed bedoeld voor dagelijks gebruik.
- Vers 10 is een onderdeel van Av Harachamim, een joods gebed uit de 11e of 12e eeuw.